# Gare de Dresde (Berlin)
À ne pas confondre avec la gare centrale de Dresde.
La gare de Dresde (en allemand : Dresdener Bahnhof) est une ancienne gare ferroviaire à Berlin, située dans l'ouest du quartier de Kreuzberg. Ouverte le 17 juin 1875 par la compagnie de chemin de fer de Berlin à Dresde, elle ferme le 15 octobre 1882, son trafic étant transféré dans la gare d'Anhalt située un peu plus au nord-est de l'autre côté du Landwehrkanal.

## Situation ferroviaire

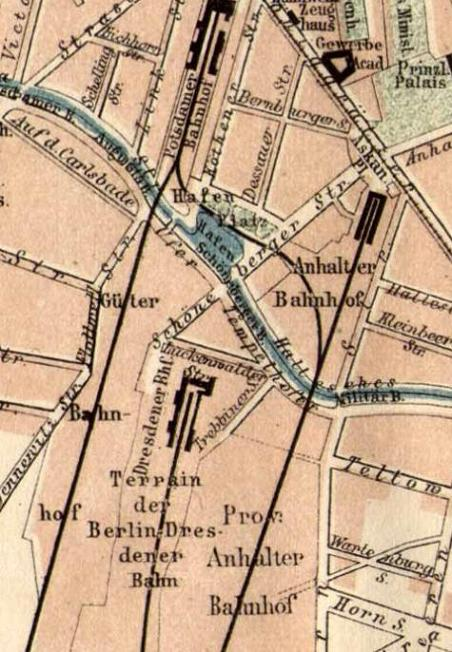
Les trois gares de Potsdam, Anhalt et Dresde sur un plan urbain de 1875.

La gare était située dans le quartier sud de Tempelhofer Vorstadt (incorporé depuis à Kreuzberg) dans un environnement marqué par les infrastructures de transport: à l'ouest, le faisceau de voies et la gare aux marchandises de la gare de Potsdam ; à l'est, le faisceau des voies et les dépôts de locomotives de la gare d'Anhalt ; au nord, le Landwehrkanal. De ce fait, la gare était de dimension réduite et son accès malaisé. Le principal accès depuis le centre-ville était la Schönberger Straße. Il n'existait aucun accès direct depuis le sud.

## Histoire
En 1872, la compagnie de chemin de fer de Berlin à Dresde (Berlin-Dresdener Eisenbahn-Gesellschaft) a été créée avec l'objectif de relier Berlin, la nouvelle capitale du Reich, à Dresde, capitale du royaume de Saxe, via Elsterwerda. En même temps, le ministère de la Guerre de Prusse a décidé d'exploiter un chemin de fer militaire parallèle reliant Berlin et le camp d'entraînement à Zossen, financé par l'indemnité de guerre de la guerre franco-prussienne de 1870. Par contrat (« punctation ») conclu le 9 janvier 1873, le ministère a cédé à la compagnie ferroviaire le terrain pour la construction de la gare.
La gare est inaugurée le 17 juin 1875 et permet de voyager depuis ou vers Dresde en Saxe. Elle est le pendant de la gare de Berlin (Berliner Bahnhof) dans le quartier de Friedrichstadt à Dresde. Prague et Vienne pouvaient également être atteints en voitures directes. Tout d'abord un bâtiment d'accueil provisoire en pans de bois est construit à l'ouest des installations ferroviaires. Mais la construction d'un véritable bâtiment-voyageur en tête des voies sur la Luckenwalder Straße n'est pas réalisée.
La société de chemin de fer de Berlin à Dresde connait rapidement des difficultés financières depuis la crise bancaire de mai 1873. Pour éviter une faillite, le royaume de Prusse autorise l'émission d'obligations d’État. En contrepartie, la gestion de la société est reprise par les chemins de fer d'État de la Prusse. Par conséquent, quelques années après l'ouverture de la gare, le trafic voyageur cesse pour être dirigé vers les nouveaux bâtiments plus spacieux de la nouvelle gare d'Anhalt, inaugurée en 1880, et de la gare de Potsdam, également passées sous le contrôle des chemins de fer de Prusse. La majeure partie du trafic, notamment grandes lignes, est incorporée au réseau de la gare d'Anhalt, la gare de Potsdam recevant le trafic courte distance et suburbain. La gare est déjà fermée le 15 octobre 1882.
Toutes les constructions destinées au trafic passager sont enlevées dans les années qui suivent. Sur l'emplacement laissé vide, sont construits en 1901 la jonction triangulaire du métro de Berlin (Gleisdreieck) et dès 1907 la gare postale (Postbahnhof) de Berlin.

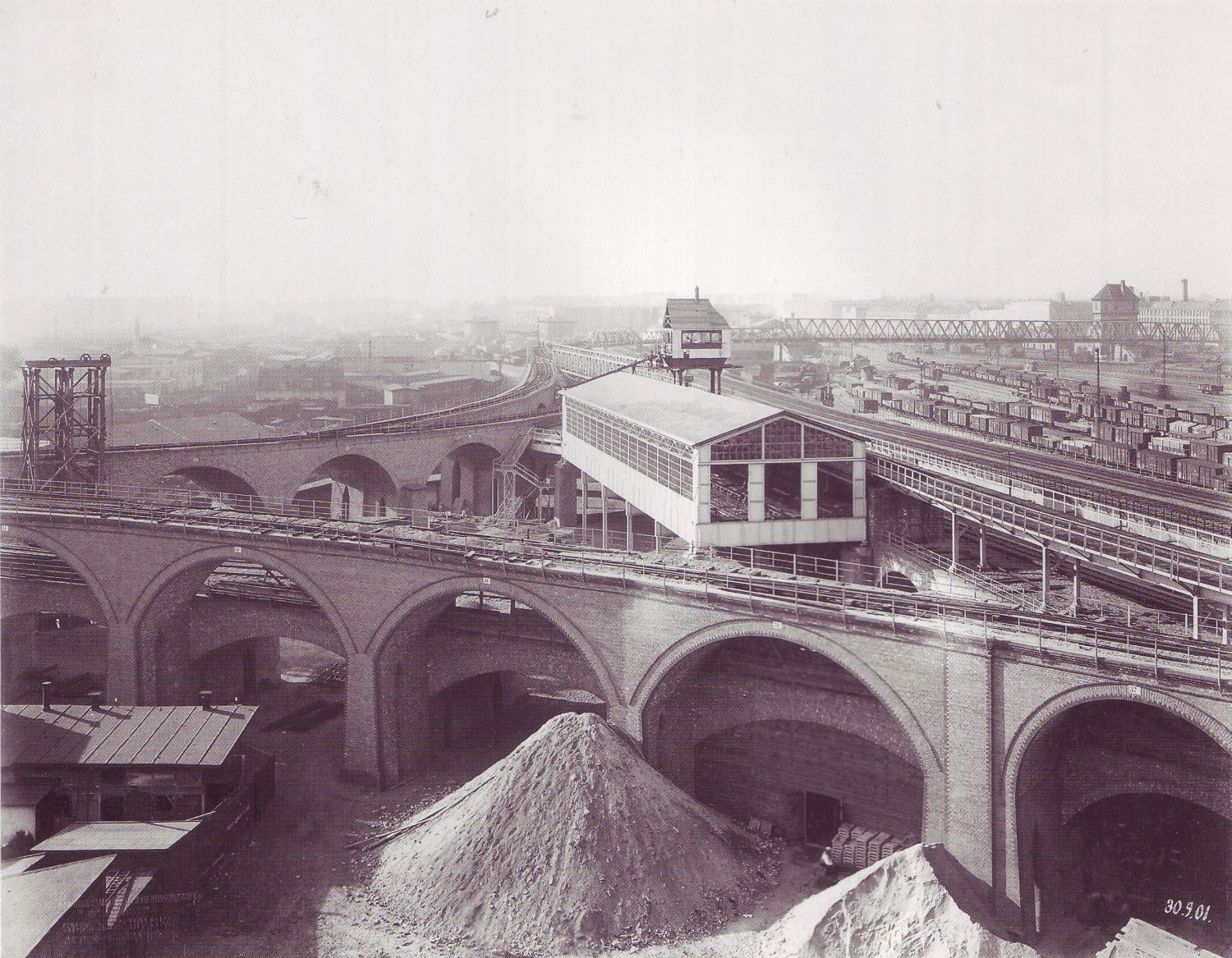
La station Gleisdreieck en construction à l'emplacement de la gare
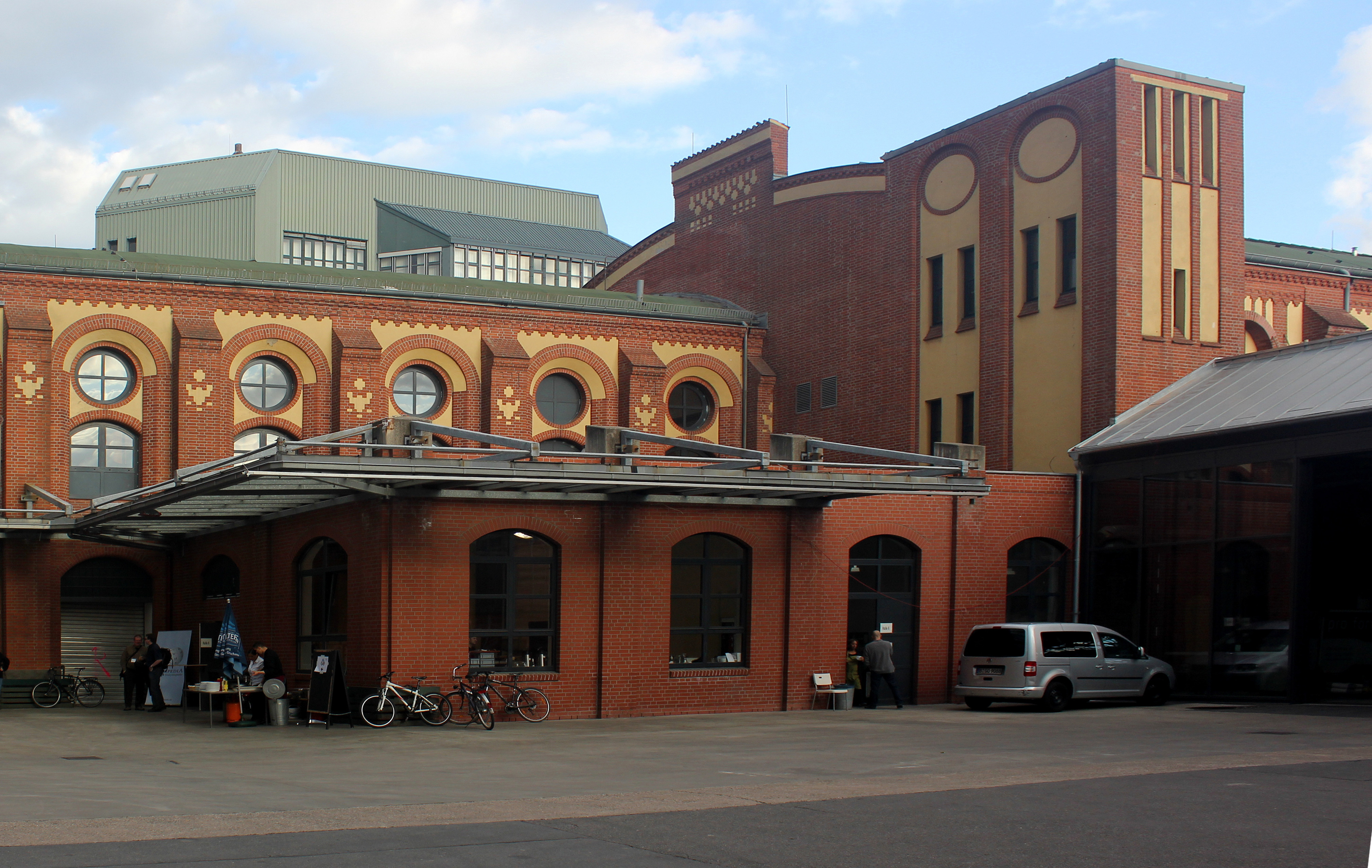
L'ancienne gare postale

## Traduction
- (de) Cet article est partiellement ou en totalité issu de l’article de Wikipédia en allemand intitulé « Berlin Dresdener Bahnhof » (voir la liste des auteurs).